# Fitzgerald (restaurant)
Fitzgerald is een restaurant in Rotterdam. De eetgelegenheid is in maart 2015 geopend door Danny Gonzalez. Het restaurant heeft sinds 2018 een Michelinster.

## Locatie
Het restaurant is gevestigd in het centrum van Rotterdam aan het Gelderseplein. Gelegen tussen treinstation Blaak en de Oude Haven, nabij de kubuswoningen en de Markthal. Fitzgerald is gesitueerd onder het CitizenM Hotel. Het interieur is ontworpen de Italiaanse binnenhuisarchitecte Daniela Germone. De eetgelegenheid heeft een binnentuin.

## Geschiedenis

### Opening
Eigenaar Danny Gonzalez begon zijn carrière als afwasser in Hotel New York. Daarna werkte hij onder andere bij De Engel en Jachtclub Hillegersberg. De laatste jaren voor hij Fitzgerarld opende was hij betrokken bij de oprichting van sterrenrestaurant Wereldmuseum, toen het niet lukte om eigenaar te worden van de zaak nam hij ontslag. In maart 2015 opende Gonzalez restaurant Fitzgerald. Twee voormalig collega's van zijn tijd bij Wereldmuseum maakte ook de overstap, waaronder chef-kok Remco Kuijpers.

### Erkenning
Twee jaar na de opening van de zaak, op 11 december 2017, is Fitzgerald onderscheiden met een Michelinster van de Franse bandenfabrikant. De zaak had in 2023 16 van de 20 punten in de GaultMillau-gids, in 2024 daalde de notering naar 15 punten.

### Wijnkaart
Naast eigenaar Gonzalez is de Franse Master of Wine Laurent Richet sommelier van het restaurant. Hij deed internationaal ervaring op bij onder andere Hôtel de Paris in Monaco en Celtic Manor Resort in Zuid-Wales. Het restaurant heeft verschillende prijzen gewonnen voor hun wijnkaart, waaronder in 2022 de prijs voor Beste Wijnkaart van het Jaar van GaultMillau. In 2017 werd Fitzgerald door wijngids Grootspraak uitgeroepen tot Restaurant van het jaar. Een jaar later werd het internationaal bekroond met de The Best of Award of Excellence van het vakblad Wine Spectator.

### Chef-kok
In november 2021 werd bekend dat chef-kok Remco Kuijpers het restaurant zou verlaten, om samen te gaan werken met Martijn Kajuiter. Kuijpers is opgevolgd door zijn voormalig souschef, Michael Verhagen, die al sinds de opening in 2015 werkzaam is bij het restaurant.

## Naam
De naam van de eetgelegenheid is bedacht door schrijver Ernest van der Kwast, die Gonzalez kent uit zijn tijd bij Hotel New York. De beroemde uitspraak van de Amerikaanse schrijver F. Scott Fitzgerald: 'too much of anything is bad, but too much Champagne is just right' inspireerde Danny Gonzalez.